# César Augusto Quintero
César Augusto Quintero (nacido el 16 de noviembre de 1982 en Chitré, Provincia de Herrera) es un ex receptor de béisbol de ligas menores que se destaca por jugar para Panamá en el Clásico Mundial de Béisbol de 2006 y el Clásico Mundial de Béisbol de 2009.

## Carrera
Inició su carrera profesional en 2001, jugando en la Liga Venezolana de Verano, bateando .253. En 2002, bateó .319 y slugging .524 mientras jugaba en la VSL. Jugó para los AZL Mariners y los Inland Empire 66ers en 2003, bateando un promedio combinado de .321 en 31 juegos. Bateó sólo .250 en siete juegos para los AZL Mariners en 2004.

## Selección nacional
Quintero tuvo un turno al bate en el Clásico Mundial de Béisbol de 2006, rodando para doble matanza. También tuvo un turno al bate en el Clásico Mundial de Béisbol de 2009: se ponchó.